# Драголюб Брнович
Драголюб Брнович (сербохорв. Dragoljub Brnović, нар. 2 листопада 1963, Тітоград) — югославський футболіст, що грав на позиції півзахисника.
Виступав, зокрема, за клуби «Будучност», «Партизан» та «Мец», а також національну збірну Югославії, у складі якої був учасником чемпіонату світу та Олімпійських ігор.

## Клубна кар'єра
У дорослому футболі дебютував 1980 року виступами за команду «Тітоград», в якій провів один сезон, взявши участь у 13 матчах другого дивізіону чемпіонату Югославії. Своєю грою за цю команду привернув увагу представників тренерського штабу іншого клубу з цього міста, «Будучності», що грала у вищому дивізіоні, до складу якої приєднався 1981 року. Відіграв за цей клуб наступні сім сезонів своєї ігрової кар'єри. Більшість часу, проведеного у складі «Будучності», був основним гравцем команди.
Протягом сезону 1988/89 років захищав кольори столичного «Партизана», з яким став володарем Кубка Югославії в сезоні 1988/89.
1989 року уклав контракт з французьким «Мецом», у складі якого провів наступні три роки своєї кар'єри гравця. Граючи у складі «Меца» також здебільшого виходив на поле в основному складі команди. У 1993 році він приєднався до шведського «Ергрюте» з Гетеборга, але в 1994 році повернувся до «Меца».
Завершив ігрову кар'єру у люксембурзькій команді «Аріс Бонневуа», за яку виступав протягом 1994—1996 років.

## Виступи за збірну
14 жовтня 1987 року дебютував в офіційних іграх у складі національної збірної Югославії у відбірковому матчі на Євро-88 проти Північної Ірландії (3:0), а наступного виступав з олімпійською командою на Олімпійському турнірі в Сеулі, де югослави не вийшли з групи.
У складі національної збірної був учасником чемпіонату світу 1990 року в Італії, де провів усі п'ять ігор і став одним із трьох гравців команди, який не забив свій післяматчевий пенальті в чвертьфінальному матчі проти Аргентини (0:0, пен. 2:3), через що Югославія вилетіла з турніру.
Той матч про аргентинців став для Брновича останнім за збірну. Загалом протягом кар'єри в національній команді, яка тривала 4 роки, провів у її формі 25 матчів, забивши 1 гол.

## Титули і досягнення
- Володар Кубка Югославії (1):

«Партизан»: 1988/89

## Особисте життя
Його молодший брат Бранко також став футболістом і представляв Югославію на міжнародному рівні. У сезоні 1987/88 вони грали разом за клуб рідного міста «Будучності».